# Peso nicaragüense
El peso nicaragüense fue la moneda de Nicaragua entre 1878 y 1912. Fue la primera moneda nacional de Nicaragua, que sustituyó al real de la República Federal de Centroamérica. Se subdividía en 100 centavos. Originalmente tenía la misma paridad en oro que el peso fuerte, sin embargo, después de sufrir una elevada inflación tras sucesivas devaluaciones, el peso fue sustituido por el córdoba, a razón de 12 ½ pesos = 8 reales = 1 peso fuerte = 1 córdoba.

## Monedas
En 1878, se introdujeron monedas de un centavo, fueron seguidas, en 1880, por piezas valuadas en 5, 10 y 20 centavos. En 1898 y 1899, las monedas de 5 centavos se emitieron en un material distinto al original. Estas fueron las últimas numismas acuñadas para esta unidad monetaria nicaragüense.
| Denominación | Emisión actual | Material     | Forma    |
| ------------ | -------------- | ------------ | -------- |
| 1 Centavo    | 1878           | Cupro-Níquel | Circular |
| 5 Centavos   | 1880           | Plata        | Circular |
| 10 Centavos  | 1880           | Plata        | Circular |
| 20 Centavos  | 1880           | Plata        | Circular |
| 50 Centavos  | 1880           | Plata        | Circular |

### Variante en las monedas de cinco centavos
| Denominación | Emisión actual | Material     | Forma    |
| ------------ | -------------- | ------------ | -------- |
| 5 Centavos   | 1898           | Cupro-Níquel | Circular |

## Billetes
Desde 1881, el Tesoro Nacional emitió billetes en denominaciones de 1, 5, 25, 50 y 100 pesos. En 1885 se introdujeron billetes de 10, 20 y 50 centavos, fueron seguidos, durante el año 1894, por una emisión de papel moneda valuado en 10 pesos.